# Djupsjön (Älvkarleby socken, Uppland)
Djupsjön är en sjö i Älvkarleby kommun i Uppland och ingår i Gavleån-Dalälvens kustområde. Sjön är 2,4 meter djup, har en yta på 0,0673 kvadratkilometer och är belägen 18,3 meter över havet. Vid provfiske har abborre och mört fångats i sjön.

## Delavrinningsområde
Djupsjön ingår i det delavrinningsområde (671900-158598) som SMHI kallar för Mynnar i Lummerbäcken. Medelhöjden är 25 meter över havet och ytan är 6,86 kvadratkilometer. Det finns inga avrinningsområden uppströms utan avrinningsområdet är högsta punkten. Vattendraget som avvattnar avrinningsområdet har biflödesordning 2, vilket innebär att vattnet flödar genom totalt 2 vattendrag innan det når havet efter 4,9 kilometer. Avrinningsområdet består mestadels av skog (84 procent). Avrinningsområdet har 0,07 kvadratkilometer vattenytor vilket ger det en sjöprocent på 1 procent.